# Tagaz Tager
Der Tager ist ein Geländewagenmodell des russischen Automobilherstellers Taganrogski Awtomobilny Sawod und gehört bereits zu den Ur-Modellen des Werkes. Bereits im Februar 2000 lief die Produktion des Modells als Doninwest Kondor (zweite Generation) an. Mit der Auflösung des Markennamens Doninwest zwei Monate später, erhielt das Fahrzeug seinen koreanischen Namen SsangYong Korando zurück und wurde unter neuem Namen für den russischen Markt produziert.
Als dann 2007 die südkoreanische SsangYong Motor Company (zu GM Daewoo gehörend) durch die Finanzkrise in finanzielle Schwierigkeiten geriet, sah diese sich gezwungen, Baupläne und alle notwendigen Rechte der nicht mehr produzierten Modelle zu verkaufen. Nach knapp einem dreiviertel Jahr an Verhandlungen, bekam die TagAZ den Zuschlag für alle Rechte des Musso und des Korando sowie auf den Kauf beider Produktionsstraßen. TagAZ baute die Produktionsstraße ab und verlagerte diese nach Ischewsk, wo der Korando seither auf zwei Straßen als Tagaz Tager hergestellt wird.
Der Tagaz Tager bekam neue Motorisierungen und wird nun mit 110 kW (4 Zylinder, 2295 cm³ Hubraum) und 162 kW (6 Zylinder, 3199 cm³ Hubraum) angeboten. Die fünftürige Ausführung wird lediglich mit 110 kW gebaut. Der Wenderadius des Tager beträgt 11,6 Meter. Die Bodenfreiheit liegt bei 195 mm. Ladevolumen beträgt bei der kleinen Ausführung 350 Liter und beim Fünftürer 1200 Liter. Der Kraftstoffverbrauch liegt beim Tager bei 13,8 bis 19,9 Liter auf 100 km, wobei das Tankvolumen 70 Liter beträgt. Das zulässige Gesamtgewicht aller Ausführungen ist bei 2515 kg erreicht.

## Technische Daten
|                            | 2.3                         | 3.2                         |
| Bauzeitraum                | 2008–2014                   | 2008–2014                   |
| Motorkenndaten             |                             |                             |
| Motortyp                   | R4-Ottomotor                | R6-Ottomotor                |
| Hubraum                    | 2295 cm³                    | 3199 cm³                    |
| max. Leistung bei min−1    | 110 kW (150 PS) / 6200      | 162 kW (220 PS) / 6500      |
| max. Drehmoment bei min−1  | 210 Nm / 2800               | 307 Nm / 4700               |
| Kraftübertragung           |                             |                             |
| Antrieb                    | Allradantrieb               | Allradantrieb               |
| Getriebe, serienmäßig      | 5-Gang-Schaltgetriebe       | 4-Gang-Automatikgetriebe    |
| Messwerte                  |                             |                             |
| Länge × Breite × Höhe      | 4330 mm × 1841 mm × 1840 mm | 4330 mm × 1841 mm × 1840 mm |
| Radstand                   | 2480 mm                     | 2480 mm                     |
| Höchstgeschwindigkeit      | 165 km/h                    | 170 km/h                    |
| Beschleunigung, 0–100 km/h | 12,5 s                      | 10,9 s                      |
| Leergewicht                | 1865 kg                     | 1935 kg                     |
| Tankinhalt                 | 70 l                        | 70 l                        |